# Осипов, Адольф Михайлович
Адольф Михайлович Осипов (1842—1905) — русский юрист, учёный-правовед, историк права, профессор и декан юридического факультета Казанского университета.
Родился 20 июля (1 августа) 1843 года года в местечке Синяве Литинского уезда Каменец-Подольской губернии. Происходил из польского дворянского католического рода.
Юридическое образование получил сначала в Варшавском благородном институте. Затем отправился в Гейдельбергский университет в Германии, где получил степень доктора права. Завершив обучение, с 1864 по 1867 год работал в судебной системе российского Царства Польского.
В мае 1868 года получил в Дерптском университете степень магистра права и 10 апреля 1869 года был избран в Казанский университет «доцентом по кафедре истории важнейших иностранных законодательств древних и новых». С августа 1871 года находился в годичной зарубежной командировке.
После получения 9 декабря 1872 года степени доктора гражданского права, 16 декабря получил звание экстраординарного профессора, а 26 мая 1873 года — ординарного профессора. Кафедру гражданского права и гражданского судопроизводства занял после смерти А. В. Соколова — с 3 января 1876 года. С 1874 по 1884 год был редактором «Известий» и «Учёных записок» Казанского университета. В 1886 году был избран деканом юридического факультета. В отставку вышел в июле 1896 году, после чего служил в Казани цензором.
Умер 30 июля (12 августа) 1905 года.